# 米高·高定 (足球運動員)
米高·海因茨·高定（英語：Michael Heinz Golding；2006年5月23日—）是一名英格蘭職業足球員，司職中場，現時效力英超球會李斯特城。

## 球會生涯

### 車路士
高定出生於倫敦，並在當地球會AFC溫布頓的青訓學院開始足球生涯。他在2018年轉投英超球會車路士的青訓學院，並於2023年夏天與車路士簽下他的首張職業合約。
2024年1月6日，高定在對陣普雷斯顿的足總盃比賽中上演職業生涯地標戰，他在比賽第89分鐘後備入替恩佐·费尔南德斯。

### 李斯特城
2024年7月7日，英超升班馬李斯特城宣布簽入高定，他簽下一紙為期四年的合約。

## 國家隊生涯
高定曾代表英格蘭各級青年梯隊，包括U16、U17、U18。他擁有在國際賽事中代表英格蘭及愛爾蘭的資格。
高定曾在2023年U17歐洲國家盃以隊長身分帶領球隊，及後亦入選英格蘭的2023年國際足總U-17世界盃參賽名單。

## 生涯統計

### 球會
最後更新：2024年1月6日
| 效力球會  | 球季     | 聯賽     | 聯賽 | 聯賽 | 國家盃賽 | 國家盃賽 | 聯賽盃賽 | 聯賽盃賽 | 其他 | 其他 | 總計 | 總計 |
| 效力球會  | 球季     | 聯賽     | 上陣 | 入球 | 上陣     | 入球     | 上陣     | 入球     | 上陣 | 入球 | 上陣 | 入球 |
| --------- | -------- | -------- | ---- | ---- | -------- | -------- | -------- | -------- | ---- | ---- | ---- | ---- |
| 車路士U21 | 2022–23  | —        | —    | —    | —        | —        | —        | —        | 1    | 0    | 1    | 0    |
| 車路士U21 | 2023–24  | —        | —    | —    | —        | —        | —        | —        | 1    | 1    | 1    | 1    |
| 車路士U21 | 總計     | 總計     | 0    | 0    | 0        | 0        | 0        | 0        | 2    | 1    | 2    | 1    |
| 車路士    | 2023–24  | 英超     | 0    | 0    | 1        | 0        | 0        | 0        | —    | —    | 1    | 0    |
| 生涯總計  | 生涯總計 | 生涯總計 | 0    | 0    | 1        | 0        | 0        | 0        | 2    | 1    | 3    | 1    |

1. 1 2  於英格蘭足球聯賽錦標賽上陣。